# Eiji Toyoda

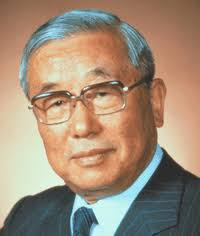
Eiji Toyoda

Eiji Toyoda (豊田英二 Toyoda Eiji; n. 12 septembrie 1913 -  d. 17 septembrie 2013) a fost un proeminent industriaș japonez, el fiind răspunzător de aducerea companiei Toyota Motor Corporation la profitabilitate și recunoașterea mondială. Toyoda a deținut această poziție până în 1994. Născut într-o familie de industriași textili, Eiji Toyoda este fiul lui Heihachi Toyoda, fratele fondatorului companiei Toyoda Loom Works, Sakichi Toyoda.
Toyoda a studiat ingineria la Tokyo Imperial University între 1933 și 1936. În acest timp, vărul lui Toyoda, Kiichiro a înființat o fabrică de automobile la sediul Toyoda Automatic Loom Works. Toyoda s-a alăturat vărului său, la terminarea studiilor, între ei existând o mare prietenie pe parcursul întregii vieți. În 1936 compania și-a schimbat numele din Toyoda Automatic Loom Works în Toyota. Tot în acest an primul automobil a ieșit de pe linia de producție, construit din componente General Motors.
Intrarea Japoniei în cel de-al doilea război mondial în 1941 a dus la transformarea capacității de producție a industriei japoneze. La încheierea războiului, Toyoda se aștepta ca restricțiile impuse de forțele ocupaționiste pe zaibatsu să afecteze Toyota. În schimb, procesul de reconstrucție al Japoniei a dus la o cerere sporită de autovehicule. În ciuda creșterii masive a volumului de autovehicule produse, Toyota era foarte aproape de insolvență, din care a ieșit prin reducerea masivă a personalului angajat. 
Toyoda a vizitat uzina Ford de la Dearborn, Michigan la începutul anilor 1950. Toyota era în afacerea construcției de mașini de aproximativ 13 ani la acel moment, dar produsese aproximativ 2500 autovehicule. Uzina Ford producea 8 000 de vehicule zilnic. Toyoda a decis să adopte metodele de producție în masă din Statele Unite.
În 1960 Toyota a propus un joint venture cu Ford pentru fabricarea automobilelor în Japonia. Propunerea originală fiind o înțelegere 40-40-20, în care cele 20 de procente erau alocate pentru distribuitorii din Japonia. Mai târziu s-a întocmit o nouă distribuire a profitului pentru a îi permite lui Ford un procent de 50%, dar înțelegerea nu a fost încheiată din diferite motive. Eiji Toyoda spunea că "metoda lui Ford de a ne refuza ne-a lăsat cu un puternic sentiment de dorință." Toyota a încercat din nou în 1980, la puțin timp înainte ca administrația Reagan să impună constrângeri voluntare asupra importurilor auto japoneze. 
Toyota a propus mai apoi un joint venture în Statele Unite. "Am încercat să formăm parteneriate cu Ford de patru ori înainte și după război, și de fiecare dată nimic nu s-a concretizat" scria Toyoda. "Cred că nu a fost dat să devenim parteneri". În 2001, CEO-ul Ford, Jacques Nasser s-a întâlnit cu CEO-ul Toyota Hiroshi Okuda și i-a propus un joint venture între cele două companii în producerea unor modele mici de mașini.
În 1983, NUMMI (New United Motor Manufacturing) a fost deschis într-un joint venture cu General Motors și produce Corolla și vehiculele bazate pe ea. În 1987, Toyota și-a deschis prima uzină deținută în totalitate în America de Nord în Cambridge, Ontario, Canada. În anul umator, prima fabrică deținută în totalitate de Toyota din Statele Unite ale Americii s-a deschis în Georgetown, Kentucky. Toyota a deschis în 1998 uzina de la Princeton, Indiana, și este prevăzut să mai deschidă una în San Antonio, Texas în 2007.
În 1955, Toyota a început producția în masă a Crown, care a avut un mare succes în Japonia, dar care a avut o influență foarte mică de la introducerea sa în anul 1957 în Statele Unite. Din anii 1960, Corona și Corolla au atins o penetrare de piață importantă în Statele Unite. În 1975 l-a depășit pe Volkswagen ca producătorul cu cele mai multe importuri în Statele Unite.
În 1983, Toyoda a decis să intre și în competiția mașinilor de lux, și a introdus în anul 1990 brandul Lexus.
Toyota este în prezent cel mai mare producător de autovehicule din Japonia, și se situează pe locul secund mondial după General Motors. 
Toyoda s-a retras din conducerea companiei Toyota în anul 1994.